# 川崎大空襲
川崎大空襲（かわさきだいくうしゅう）は、第二次世界大戦でアメリカ軍により行われた、川崎市に対する焼夷弾及び爆弾を用いた無差別爆撃。

## 経緯
- 1942年（昭和17年）4月18日、最初の空襲（ドーリットル空襲）。
- 1945年（昭和20年）4月4日、B-29による最初の空襲。
- 同年4月15日に最大規模の空襲があった。

## 被害状況
1942年4月18日の空襲では死者34名という被害を受けた。1945年4月4日には約50機のB-29が飛来し、死者194名、負傷者243名、罹災者1,770名、全半壊焼失家屋470戸、全半壊焼失工場119という被害を受けた。同年4月15日の空襲では200機余の米軍機が飛来し、焼夷弾と爆弾合わせて1,110トンが投下され、市街地全体と南武線沿いの工場が壊滅的な打撃を受け、多大な死傷者を出した。全半壊家屋33,361戸、全半壊工場287、罹災者は10万人を超えた。
　ただし、被害状況は資料により相違がある。
川崎市の「川崎戦災復興誌」によると罹災人口は154,426人。罹災家屋38,514戸（うち焼夷弾による焼失37,431戸、爆撃による全壊476戸、半壊607戸）。死者768人、重傷者2,500人、軽傷者12,472人。
アメリカ軍による「米国戦略爆撃調査団報告書」によると罹災人口は154,426人。罹災家屋35,107戸。死者1,520人、負傷者8,759人。
日本政府による「太平洋戦争による我国の被害総合報告書」によると罹災家屋35,635戸（うち焼夷弾による焼失34,931戸、爆撃による全壊276戸、半壊335戸）。死者1,001人、負傷者1,524人。
|                                      | 罹災人口                    | 死者    | 重傷者            | 軽傷者   | 罹災戸数                 | 焼失     | 全壊  | 半壊  |
| ------------------------------------ | --------------------------- | ------- | ----------------- | -------- | ------------------------ | -------- | ----- | ----- |
| 川崎戦災復興誌                       | 154,426人（総人口の44.4％） | 768人   | 2,500人           | 12,472人 | 38,514戸（罹災率45.6％） | 37,431戸 | 476戸 | 607戸 |
| 米国戦略爆撃調査団報告書             | 154,426人                   | 1,520人 | 8,759人（負傷者） |          | 35,107戸（罹災率51％）   |          |       |       |
| 太平洋戦争による我国の被害総合報告書 |                             | 1,001人 | 1,524人（負傷者） |          | 35,635戸                 | 34,931戸 | 276戸 | 335戸 |

## 参考資料
- 「戦略爆撃調査団資料」アメリカ公文書館
- 川崎市における戦災の状況
- 横浜大空襲と川崎大空襲の慰霊施設はどこにある？ はまれぽ
- 川崎横浜大空襲の記録